# محمد عماد الدين الأول
كان محمد عماد الدين الأول (1580–1648) سلطان جزر المالديف من 11 ديسمبر 1620 إلى 1648. تولى إعادة بناء القصور في ماليه ودافع بنجاح عن العاصمة من غزو البحرية البرتغالية في عام 1625. بعد هذا النصر، ركز على بناء التحصينات، بما في ذلك جدار قوي حول ماليه، واستورد المدافع. خلال فترة حكمه، قمع تمردًا قاده النبيل ساميا فاشانة، الذي فر إلى مينيكوي، ولكن بعذ ذلك قُبض عليه ونُفي.
كان ابن عمر مافاي كيلاج ومريم كبايدهي كيلاج. بعد أن حكم ثمانية وعشرين عامًا، توفي السلطان عن عمر يناهز 68 عامًا، ودُفن في مسجد كويلو.